# Euploea nechos
Euploea nechos är en fjärilsart som beskrevs av Mathew 1887. Euploea nechos ingår i släktet Euploea och familjen praktfjärilar. Inga underarter finns listade i Catalogue of Life.